# Las Canoas, Charo
Las Canoas är en ort i Mexiko.   Den ligger i kommunen Charo och delstaten Michoacán de Ocampo, i den södra delen av landet, 200 km väster om huvudstaden Mexico City. Las Canoas ligger 1 933 meter över havet och antalet invånare är 221.
Terrängen runt Las Canoas är kuperad åt sydost, men åt nordväst är den platt. Runt Las Canoas är det ganska tätbefolkat, med 62 invånare per kvadratkilometer. Närmaste större samhälle är Morelia, 17,0 km väster om Las Canoas. I omgivningarna runt Las Canoas växer i huvudsak blandskog.